# Mikó Árpád (művészettörténész)
Mikó Árpád (Budapest, 1959. március 3. –) művészettörténész, az MTA levelező tagja. Kutatási területe a magyarországi reneszánsz története és a gyűjteménytörténet. 1997 és 2013 között a Magyar Nemzeti Galéria Régi Magyar Gyűjteményének főosztályvezetője, 2016 és 2024 között az MTA, majd HUN-REN Bölcsészettudományi Kutatóközpont Művészettörténeti Intézet igazgatója.

## Életpályája
1982-ben szerzett diplomát az Eötvös Loránd Tudományegyetem Bölcsészettudományi Kar művészettörténet szakán. Már egyetemi hallgatóként kezdett el a Magyar Nemzeti Galéria régi magyar osztályán dolgozni. 1997-ben átvette az osztály vezetését. Ebben az időszakban számos kiállítás megszervezése, illetve a gyűjteménnyel kapcsolatos publikáció fűződött a nevéhez. 2013-ben távozott a Magyar Nemzeti Galériától és az MTA Bölcsészettudományi Kutatóközpont Művészettörténeti Intézetében kezdett el dolgozni. 2016-ban az intézet igazgatójává nevezték ki, pozícióját 2024-ig töltötte be, ezt követően tudományos tanácsadó az intézetben. Igazgatói időszaka alatt történt az egykori akadémiai kutatóhálózat átszervezése előbb az Eötvös Loránd Kutatási Hálózatba, majd a Magyar Kutatási Hálózatba (HUN-REN), az ezzel kapcsolatos intézeti feladatok ellátása így rá hárult. Intézeti munkája mellett részt vesz doktori eljárásokban, valamint több alkalommal kutatott ösztöndíjjal külföldön: Muzeum Narodowe (Krakkó, 1986), Bécsi Egyetem (1989), Róma (1993), valamint GWZO (Lipcse, 2003).
Egyetemi doktori disszertációját 1986-ban védte meg, ezt 1997-ben PhD-fokozattá minősítették át. Akadémiai doktori fokozatát 2013-ban szerezte meg. Az MTA művészettörténeti, illetve művelődéstörténeti bizottságának lett tagja, valamint részt vett az MTA Bolyai-ösztöndíja kuratóriumában, illetve az MTA 200. évfordulójának megünneplését előkészítő bizottságnak. 2025-ben a Magyar Tudományos Akadémia levelező tagjává választották. A Művészettörténeti Értesítő c. szakfolyóirat szerkesztőbizottságában aktívan részt vett 1994-től, 1998-tól társszerkesztő, 2015-ben a folyóirat főszerkesztője lett. Számos művészettörténeti gyűjteményes kötet szerkesztésében, illetve kiállítás szervezésében vett részt. Közleményeit magyar, angol és német nyelven adja közre.

## Díjai, elismerései
- Pasteiner Gyula-emlékérem (1998)
- Opus Mirabile-díj (2002)
- Ránki György-díj (MTA, 2004)

## Főbb publikációi
- Két világ határán: (Janus Pannonius, Garázda Péter és Megyericsei János síremléke) (1983)
- Báthory István lengyel király és a reneszánsz művészet Erdélyben (1576–1586) (1986)
- Pannonia Regia: Művészet a Dunántúlon 1000–1541 (társszerkesztő Takács Imrével, 1994)
- Tanulmányok a középkori magyar művészetről (forráskiadás készítője, 1997)
- Jankovich Miklós (1772–1846) gyűjteményei (2002)
- Mátyás corvinái a nemzet könyvtárában (2008)
- Mátyás király öröksége II.: késő reneszánsz művészet Magyarországon, 16-17. század (társszerkesztő, 2008)
- A reneszánsz Magyarországon (2009)
- Román kori kőfaragványok a Magyar Nemzeti Galéria Régi Magyar gyűjteményében (társszerkesztő Tóth Sándorral, 2010)
- A thousand years of art in Hungary (társszerkesztő, 2012)
- Über den Miniator der Wolfenbütteler Tolhopff-Corvine (könyvrészlet, 2014)
- Archaeologia és műtörténet: Tanulmányok Rómer Flóris munkásságáról születésének 200. évfordulóján (társszerkesztő Kerny Teréziával, 2015)
- Magyar művészet (társszerkesztő, 2015)
- Uralkodók, királyi szentek: Válogatott ikonográfiai és kultusztörténeti tanulmányok (szerkesztő, 2018)
- Szent László kora és kultusza: Tanulmánykötet Szent László tiszteletére (társszerkesztő, 2019)
- Reneszánsz és barokk Magyarországon: Művészettörténeti tanulmányok Galavics Géza tiszteletére I-II. (társszerkesztő, 2021)
- Style and inscription: Inscriptions in classical and early humanist capital letters cut in stone in Hungary in the age of King Matthias and the Jagiellos (2023)
- Régi magyar bibliofilek nyomában (tanulmánykötet, 2023)